# Сереви, Вайсале
Вайсале Тикоисоломони Сереви (англ. и фидж. Waisale Tikoisolomoni Serevi, родился 20 мая 1968 года в Суве) — фиджийский регбист и регбийный тренер, один из выдающихся игроков в регби-7 за всю историю существования этой разновидности регби. Известен под прозвищем «Волшебник». На протяжении своей карьеры в регби-15 Сереви выступал за такие профессиональные клубы, как «Мицубиси», «Лестер Тайгерс», «Стад Монтуа», «Стад Бордле» и «Стейнс», а за сборную Фиджи по регби-15 в 39 играх, проведённых с 1989 по 2003 годы, набрал 376 очков. За сборную Фиджи по регби-7 он выступал с 1989 по 2007 годы, дебютировав в Гонконгской серии. В его активе также выступления на чемпионатах мира 1993, 1997, 2001 и 2005 годов, которые принесли ему золотые медали в 1997 и 2005 годах. В составе сборной Фиджи по регби-7 Сереви дважды завоёвывал серебряные медали Игр Содружества 1998 и 2002 годов, а также бронзовые медали в 2006 году. С 1999 по 2007 годы — участник этапов Мировой серии по регби-7, в 2005—2007 годах был играющим тренером сборной Фиджи, с которой в сезоне 2005/2006 одержал победу и сумел первым прервать гегемонию Новой Зеландии. За свои заслуги в 2013 году Сереви был включён в Зал славы World Rugby. В 2018 году Ник Дарвензи опубликовал биографию Сереви под названием «Вайсале Сереви: Король „семёрки“» (англ. Waisale Serevi: King of Sevens).

## Ранние годы
Вайсале Сереви родился 20 мая 1968 года в городе Сува на острове Вити-Леву. Он третий из пяти детей в семье. Родители — набожные прихожане местной христианской церкви. Интерес у Вайсале к регби пробудился в детстве, когда в 1977 году национальная сборная Фиджи обыграла объединённую сборную Великобритании и Ирландии «Британские и ирландские львы». Ту игру он не смог посмотреть, однако, когда увидел реакцию фиджийцев на победу, то принял решение заняться регби.
Семья Вайсале дважды переезжала с места на место, но вернулась в Суву, где Сереви и начал получать среднее образование. Он учился в Мемориальной школе Лелин (англ. Lelean Memorial School), однако его успеваемость была крайне низкой, и в 1984 году Вайсале завалил выпускной экзамен в своём 10-м классе. Причиной тому он называл свою любовь к регби, поскольку играл слишком много и не уделял должного внимания учёбе. Не сдав экзамены, Вайсале бросил школу и пошёл играть за местный клуб «Рева». Несмотря на свои тренировки, Вайсале не допускался к выступлениям в матчах, поскольку тренер Джо Рауто считал Сереви слишком низкорослым и опасался, что тот травмируется. В возрасте 17 лет Вайсале дебютировал за основной состав команды провинции, а через несколько месяцев пришёл в команду «Набуа» под руководством Рату Китионе Туибуа, куда Вайсале пригласил его дядя, Весито Раулуни. Команда «Набуа» успешно выступала в чемпионате Фиджи по регби-7 с Сереви в своём составе.

## Карьера в регби-15

### Клубная
До 1993 года Сереви выступал в чемпионате Сувы за клуб «Насину», а также представлял команду Сувы на многих турнирах. В 1993 году Сереви подписал контракт с японским профессиональным регбийным клубом «Мицубиси Дзюко Сагамихара» из Киото. Изначально зарплата Сереви составляла 70 тысяч австралийских долларов в год, а позже она выросла и до 90 тысяч. В 1994 году игрока пытались переманить в Австралийскую регбийную лигу — соревнование по регбилиг — австралийские клубы «Канберра Рэйдерс» и «Брисбен Крашерз», однако под давлением Методистской церкви Фиджи и Ротома Сереви, изначально намеревавшийся стать игроком «Крашерз», передумал и остался в «Мицубиси» с условием повышения заработной платы.
В 1997 году Сереви перешёл в клуб «Лестер Тайгерс», заключив двухлетний контракт с «тиграми». Желание приобрести Сереви появилось у команды ещё в 1996 году, когда он сыграл за сборную мира на «Туикенеме» против «Лестера». Он отыграл за «тигров» всего один сезон, после чего перешёл в клуб «Стад Монтуа» из города Мон-де-Марсан. В связи с тем, что «Стад Монтуа» выступал во французском чемпионате Про Д2, он мог заявлять в состав не более двух легионеров, поэтому Сереви формально числился тренером команды. Только в 2001 году Французская федерация регби разрешила Сереви играть за команду, в составе которой он выступал до января 2004 года, когда перешёл в «Стад Бордле». В конце 2004 года Сереви перешёл в клуб «Стейнс», дебютировав за него в победном матче против «Тёррока» в декабре того же года, а через год после этого он завершил свою клубную карьеру.

### В сборной
В 1987 году Сереви был приглашён во вторую сборную Фиджи (Фиджи Б) и через год дебютировал во встрече за фиджийцев против команды Веллингтона из Новой Зеландии. Матч против Веллингтона был для Сереви первым, проходившим в присутствии большого числа зрителей, поэтому его впечатления от дебютного выступления перед огромным числом болельщиков были смешанными. Уже через год он дебютировал в официальном тест-матче против Бельгии в городе Льеж. В 1989 году он стал игроком основы национальной сборной, а в 1990 году сыграл ещё три матча, что позволило ему попасть в заявку на чемпионат мира 1991 года. Сереви провёл матчи против Франции и Канады, оба их фиджийцы проиграли. В 1992 и 1993 годах он сыграл всего четыре матча за сборную по регби-15, и все эти матчи фиджийцы также проиграли, вследствие чего их сборная не квалифицировалась на чемпионат мира в ЮАР 1995 года. В сборную по регби-15 Сереви вернулся в 1996 году, сыграв в матче против Нортленда в Вангареи, в котором фиджийцы одержали первую с 1991 года победу (со счётом 49:18). После этого Сереви провёл за фиджийскую команду ещё семь матчей, среди которых были игры против ЮАР и новозеландских маори.
В 1997 году Сереви не вызывался в сборную, вернувшись туда через год и приняв участие в матче против Шотландии в Суве, завершившемся победой фиджийцев со счётом 51:26. В дальнейшем Сереви выступал в тест-матчах против команд США, Австралии, Тонга и Самоа. В 1999 году Сереви сыграл последовательно против Испании, Уругвая и Италии, и во всех трёх матчах фиджийцы победили. В том же году его сборная выступила на чемпионате мира во Франции, где Сереви сыграл в трёх матчах — в том числе против сборных Намибии и Канады, которые были повержены фиджийцами. После этого последовал очередной перерыв в его выступлениях в регби-15, продлившийся до 2001 года — возвращение состоялось в матче против сборной регионов Италии, в котором Сереви, выйдя на замену на 57-й минуте, занёс в оставшееся время две попытки, дважды провёл реализацию и дважды забил голы со штрафных, чем принёс сборной Фиджи победу со счётом 33:23. В последующем матче против Италии Сереви стал единственным, кто набрал очки для сборной Фиджи — его команда проиграла 10:66.
В 2001 году Сереви провёл ещё две встречи, среди которых был матч против клуба «Французские Варвары», в котором Сереви был капитаном, а его сборная победила. В 2002 году Сереви сыграл четыре матча за сборную против команд Уэльса, Ирландии, первой и второй сборных Шотландии, но во всех четырёх матчах фиджийцы были побеждены. В 2003 году состоялся его последний сезон в сборной по регби-15: в рамках подготовки к Кубку мира в Австралии — третьему в карьере Сереви — его команда сыграла против австралийского клуба «Квинсленд Редс», новозеландской команды «Марлборо» и сборной Чили; на самом кубке мира состоялась последняя игра Вайсале Сереви за сборную Фиджи — матч против Японии, завершившийся победой фиджийцев со счётом 41:13.

## Карьера в регби-7

### 1989—1993
В 1989 году Сереви был вызван в сборную Фиджи по регби-7 на турнир в Сиднее. В том же году он дебютировал в Гонконгской серии, где его сборная дошла до полуфинала и была остановлена будущими чемпионами, новозеландцами, а сам Сереви был признан лучшим игроком турнира. В 1990 году Сереви продолжил выступления за сборную по регби-7, которая выиграла первый из трёх завоёванных подряд титулов чемпионов Гонконгской серии, а после победы в финале над командой Новой Зеландии снова был признан лучшим игроком турнира, завоевав это звание и в 1992 году.
В полуфинале Гонконгской серии 1993 года три попытки, занесённые Сереви, принесли фиджийцам победу над Австралией со счётом 17:14, но в финале команда «летучих фиджийцев» проиграла со счётом 12:14 самоанцам. В том же году сборная Фиджи выступила на первом в истории чемпионате мира по регби-7, местом которого был выбран город Эдинбург в Шотландии. По воспоминаниям Сереви, в процессе подготовки к Кубку мира команде приходилось тренироваться до 9 часов в день. В итоге команда дошла до полуфинала, где проиграла со счётом 7:21 англичанам, а Сереви стал лучшим бомбардиром турнира по очкам.

### 1994—1999
После выступлений в турнирах по регби-7 на Фиджи и в Канберре Сереви вернулся на турнир в Гонконге. В четвертьфинале 1994 года команда Фиджи нанесла поражение сборной ЮАР, а в полуфинале уступила Новой Зеландии, будущему победителю. В 1995 году Сереви в качестве капитана сборной довёл команду до финала с Новой Зеландией, занеся три попытки в полуфинале в ворота Австралии. В финале фиджийцы в какой-то момент вели 17:14, но не сдержали натиск новозеландцев и в итоге проиграли 17:35. Через год фиджийцы снова сошлись в финале с новозеландцами: «Олл Блэкс Севенс» открыли счёт благодаря штрафной попытке, которую засчитали после того, как Сереви зацепил Кристиана Каллена прямо у зачётной линии фиджийцев; но затем Сереви исправил свою ошибку, совершив прорыв и отдав результативный пас на Сетареки Наивалувака, занёсшего попытку. Тем не менее новозеландцы заработали ещё две попытки и выиграли 19:17. В том же году Сереви выиграл со сборной Дубайскую серию.
В 1997 году Гонконгская серия стала де-факто и чемпионатом мира по регби-7, капитаном сборной Фиджи на котором был выбран именно Сереви, пообещавший перед началом турнира всей стране выиграть Кубок Мелроз — разыгрываемый на чемпионатах мира трофей. В первых трёх играх Сереви занёс 59 очков, что помогло сборной Фиджи сделать серьёзную заявку на победу в турнире. Вплоть до полуфинала, своей шестой на турнире игры, фиджийцы не позволяли никому из своих соперников набрать очки в личных встречах, а в финале встретились с командой ЮАР: на две попытки южноафриканцев фиджийцы ответили четырьмя и победили со счётом 24:21, выиграв чемпионат мира. Сереви набрал 117 очков, занеся также 9 попыток, и стал лучшим бомбардиром чемпионата мира по набранным очкам. В том же году Сереви сыграл в Японии и Франции на турнирах по регби-7, фиджийцы выиграли французский турнир.
В марте 1998 года, выиграв турнир по регби-7 на Фиджи, Сереви снова отправился в Гонконг со сборной. Несмотря на ничью в групповом этапе 21:21 против Аргентины, фиджийцы вышли в четвертьфинал, победив там Австралию, затем в полуфинале благодаря попытке Сереви и его участии в ещё двух выиграли у новозеландцев 24:7, после чего в финале обыграли самоанцев 28:19, выиграв восьмой в своей истории титул чемпионов Гонконгской серии, а Сереви снова был признан лучшим игроком турнира. В том же году он был капитаном сборной на турнире по регби-7 в рамках Игр Содружества в Куала-Лумпуре. Новозеландцы победили фиджийцев в финале 21:12, и сборная Фиджи вместе с Сереви стала серебряным призёром игр.

### 1999—2004
В 1999 году сезон для Сереви начался победой на домашнем турнире Air Pacific Sevens в финале над командой австралийских фиджийцев (англ. Australian Fijians) со счётом 35:7. Затем была 11-я в карьере Сереви Гонконгская серия, в ходе которой фиджийцы обыграли сборную Тонга благодаря пасу от Сереви аж на 40 метров, принёсшему попытку, и затем сборную Шотландии. В финале фиджийцы благодаря трём реализациям Сереви выиграли у новозеландцев 21:12, а победу Сереви посвятил своим дочерям. В том же году начался розыгрыш Мировой серии в сезоне 1999/2000, первым этапом которой стал турнир в Дубае. На этом этапе Сереви не сыграл, но на этапе в южноафриканском Стелленбосе помог сборной Фиджи одержать победу. На этапе в Мар-дель-Плата его попытка помогла фиджийцам победить Новую Зеландию в финале этапа, а затем на этапе в Веллингтоне фиджийцы со счётом 24:14 переиграли хозяев, а Сереви был признан лучшим бомбардиром турнира с 84 очками. На домашнем этапе в Фиджи команда Сереви снова встретилась с новозеландцами в финале, но проиграла 5:31; на этапе в Брисбене команда уверенно одержала победу, обыграв южноафриканцев в полуфинале и на последних минутах обыграв Австралию в финале: при счёте в пользу австралийцев меньше чем за минуту до конца второго тайма Сереви ушёл из нескольких австралийских захватов и пробежал в одиночку 80 метров, занеся попытку и принеся победу фиджийцам. По словам австралийского регбийного журналиста Спиро Завроса, эта попытка стала лучшей за всю историю Мировой серии по регби-7 — а на премии Fiji Rugby Awards 2000 её признали лучшей попыткой года. В Гонконге даже 75 очков Сереви, набранных за весь турнир, не хватило для победы на этапе: в финале новозеландцы снова взяли верх со счётом 31:5. В Японии на последнем этапе Мировой серии фиджийцы одержали победу.
2001 год начался для Сереви участием в чемпионате мира в Аргентине, на котором фиджийцы уступили в полуфинале Австралии, а австралийцы в финале проиграли новозеландцам. В Мировой серии 2000/2001 Сереви из-за того, что находился не на пике формы и утратил былую хватку, сыграл всего лишь на этапах в Лондоне и Уэльсе, пропустив впервые за 12 лет этап в Гонконге и вынудив тренера Томаси Кама пригласить в состав новых игроков. В том же году он сыграл на Всемирных играх в Аките и помог фиджийцам завоевать золотые медали, обыграв в финале Австралию со счётом 35:19. В 2002 году Сереви начал свои выступления на этапе Мировой серии в Чили, где в полуфинале против Новой Зеландии в одном из эпизодов он был повален на землю новозеландцем Амасио Вэленсом, на которого с кулаками набросился пробежавший 50 метров Марика Вунибака — разгорелась драка, которая отчасти стала причиной поражения фиджийцев. На следующей неделе Сереви взял реванш на этапе в Мар-дель-Плата (Буэнос-Айрес). Позже он отыграл на этапах в Брисбене, Веллингтоне и Пекине, а на этапе в Гонконге пробил отметку в 1000 очков, набранных в Гонконгской серии с момента первого подобного турнира с его участием, 13 из которых он набрал в выигранном против Австралии четвертьфинале. В полуфинале была пройдена Новая Зеландия, а в финале фиджийцы уступили Англии 20:33. В том же году в Манчестере Сереви играл на Играх Содружества: в полуфинале против ЮАР он сорвал атаку южноафриканцев почти на самой зачётной линии и не позволил им в последний момент занести попытку, а фиджийцы в итоге выиграли 17:7. В финале против Новой Зеландии Сереви помог фиджийцам с помощью штрафного выйти вперёд со счётом 15:14 за две минуты до конца второго тайма, однако новозеландцы переломили ход встречи и выиграли 33:17, снова оставив Сереви только с серебряной медалью Игр Содружества.
В 2003 году Сереви был исключён из заявки на Гонконгскую серию и в итоге не сыграл ни одного матча за весь год. Он не мог приехать на Фиджи для прохождения медицинского теста на участие в турнирах сборной в связи с обязательствами, данными своему клубу «Стад Монтуа». Несмотря на возможность заявить игрока на Гонконгскую серию, фиджийцы этим правом не воспользовались. Завершив восстановление после травмы, Сереви был заявлен в январе 2004 года в сборную Фиджи по регби-7, что при этом шло вразрез с требованием тренера Сенивалати Лаулау — каждый желающий играть за сборную должен был прибыть на смотр. Сереви попал в тренировочный состав, но в итоге не был заявлен на этапы Мировой серии в Веллингтоне и Лос-Анджелесе, а также второй год подряд пропустил Гонконгскую серию. Позже место тренера занял Паулиаси Табулуту, который вернул Сереви в сборную — тот успел сыграть в 2004 году на этапах в Бордо и Лондоне.

### 2005—2007: играющий тренер
На тихоокеанском турнире 2005 года в Окленде Сереви провёл дебютные выступления в новом году за команду «Ломаивити Барбарианс» (англ. Lomaiviti Barbarians). Покинув расположение клуба «Стейнс», Сереви вернулся на Фиджи в феврале с явно выраженным намерением сыграть на чемпионате мира в Гонконге. По решению тренера Уэйна Пивака Сереви был назначен капитаном сборной. Команда обыграла на групповом этапе сборные Австралии, Гонконга, Канады, Португалии и Японии, по итогам которого вышла в четвертьфинал. Обсуждая итоги группового этапа, Пивак назвал Вайсале Сереви «глазами для других игроков», а также спортсменом, который вовлекает всех игроков сборной в игру и направляет их деятельность в нужное русло. Фиджийцы обыграли в четвертьфинале Аргентину, а в полуфинале в овертайме, шедшем до первой попытки, сломили сборную Англии. В финале же фиджийцами была уложена на лопатки Новая Зеландия. Сереви стал не только двукратным чемпионом мира, но и абсолютным рекордсменом по числу набранных очков, а также вторым в рейтинге рекордсменов по числу занесённых попыток. Премьер-министр Фиджи Лаисениа Нгарасе постановил объявить 24 марта 2005 года национальным праздником — в этот день сборная Фиджи возвращалась домой.

От имени Правительства, народа Фиджи и меня лично передаём наши поздравления всем вам — Сереви и всем игрокам сборной, руководству и тренерскому штабу.
Оригинальный текст (англ.)On behalf of the Government and people of Fiji and personally, I convey our congratulations to you all – Serevi and the team members, and the management and coaching staff.

30 марта 2005 года Сереви был назначен преемником Пивака на посту тренера сборной Фиджи по регби-7, но он поспешил вернуться в свою родную деревню в Нгарани, чтобы продемонстрировать всем завоёванный Кубок Мелроз (англ. Melrose Cup). Первым турниром, в котором выступила сборная под руководством Сереви, стал этап Мировой серии по регби-7 в Сингапуре, где фиджийцы проиграли Англии в полуфинале. На предпоследнем этапе Серии сезона 2004/2005 в Лондоне фиджийцы завоевали Тарелку, а в Париже проиграли в финале. Первой крупной победой на посту Сереви как тренера стал выигрыш Всемирных игр 2005 года в немецком Дуйсбурге, а вторая была одержана в Мировой серии сезона 2005/2006, в ходе которой Сереви был играющим тренером, а его помощником был Джо Савоу. Фиджийцы выиграли этапы в Джордже (ЮАР), Веллингтоне (Новая Зеландия), Сингапуре и Лондоне (Англия), а также вышли в финалы этапов в Дубае, Лос-Анджелесе и Гонконге. Победа Фиджи позволила прервать гегемонию Новой Зеландии, длившуюся с момента первого розыгрыша Мировой серии. По случаю победы премьер-министр Нгарасе обратился к Сереви:

Вы показали пример того, что мы можем совершить всей страной, с помощью видения, жертв, упорной работы, дисциплины и максимального использования наших даров и талантов.
Оригинальный текст (англ.)You have set an example of what we can do as a country through vision, sacrifice, hard work, discipline, and making the best use of our gifts and talents.

Во время празднований на Фиджи была исполнена песня в честь Сереви Na Noda Laione. Помимо этой победы, Сереви также стал бронзовым призёром Игр Содружества 2006 года в Мельбурне: в полуфинале его команда уступила англичанам, как заявил Сереви, из-за технических проблем, возникших у четвёртого судьи. Фиджийцы в матче за 3-е место переиграли Австралию со счётом 24:17. В декабре 2006 года Сереви предложили войти в тренерский штаб южноафриканского клуба «Фэлконс» за сумму куда большую, чем ту, что он получал за время работы в Фиджийском регбийном союзе: ему предлагали двухлетний контракт играющего тренера задней линии с возможностью проработать тренером ещё три года. Однако Сереви остался на Фиджи и продлил контракт с национальной сборной, а в 2007 году министр спорта Лекх Рам Вайешной назначил Сереви членом Спортивного совета Фиджи.
В 2007 году Сереви руководил сборной Фиджи в первом за год этапе Мировой серии в Веллингтоне, в финале которого новозеландцы потерпели поражение от самоанцев со счётом 14:17. Команда взяла реванш на этапе в американском Сан-Диего у самоанцев в финале, а в Гонконгской серии 2007 года Сереви оформил своё 18-е в карьере выступление в Гонконге. В финале фиджийцы уступали самоанцам к перерыву 0:27, во второй половине набрали 22 очка, но на большее их не хватило. В Аделаиде в четвертьфинале в ЮАР только в овертайме занесённая попытка и реализация от Сереви позволили фиджийцам пройти дальше и выиграть этап.
Сереви руководил сборной Фиджи на этапе в Лондоне, где новозеландцы в финале обыграли фиджийцев. Последний этап сезона 2006/2007 прошёл в Эдинбурге. Фиджийцам, выигравшим группу A, достаточно было выйти в полуфинал, чтобы выиграть Мировую серию. Но в четвертьфинале они потерпели сенсационное поражение от Уэльса со счётом 14:21. Сереви по итогам поражения отметил, что Уэльс удерживал мяч в борьбе против фиджийцев и занёс решающие попытки, которые предопределили победу валлийцев. В итоге Новая Зеландия выиграла турнир и набрала 130 очков, опередив Фиджи с их 128 очками в общем зачёте. 6 июля 2007 года Сереви объявил, что уходит с поста тренера сборной, и завершил игровую карьеру.

## Тренерская карьера
23 июля 2008 года Фиджийский регбийный союз объявил, что Сереви будет руководить сборной в Мировой серии по регби-7 2008/2009, а также на чемпионате мира в Дубае. На момент своего назначения Сереви находился в Англии, где должен был получить почётную степень в области спорта от Городского университета Лидса. Президент Фиджийского регбийного союза Кени Дакуидрекети опроверг слухи о том, что назначение Сереви было связано с массовым возмущением по поводу неудачного выступления команды в минувшем сезоне под руководством Джо Савоу. Однако, несмотря на возвращение Сереви, команда провалила первые два этапа Мировой серии, проиграв в полуфиналах южноафриканцам. Сереви вступил в конфликт с союзом, обвинив его в том, что те не позволили ему выбирать игроков на матчи, за что 29 января 2009 года был уволен, а его пост до конца серии занимал Илиеса Танивула.
В августе 2009 года Регбийный союз Папуа — Новой Гвинеи назначил Сереви директором по развитию регби сроком на пять лет, а позже и главным тренером национальной сборной по регби-7, но уже 27 марта 2010 года контракт был досрочно разорван. Президент союза Ричард Сапиас заявил, что внерегбийная ситуация осложнила сотрудничество с Сереви, особенно после неудачного выступления национальной сборной на этапе Мировой серии в Аделаиде. После увольнения из штаба сборной Папуа — Новой Гвинеи Сереви переехал в США и поселился в Сиэтле с семьёй, где занялся бизнесом вместе с американцами фиджийского происхождения. Так, он открыл предприятие Serevi Rugby Nation для финансовой поддержки игроков из стран Тихоокеанского региона, а также проведения мастер-классов для молодёжи. Он работал с командой «Олд Пьюджет Саунд» и клубом Университета Центрального Вашингтона, с последним он квалифицировался на чемпионат США по регби среди колледжей. В мае 2013 года он вернулся в расположение сборной Фиджи в качестве консультанта на этапе Мировой серии в Лондоне, а на чемпионате мира в Москве поработал в тренерском штабе Аливерети Дере. В 2015 году по случаю 40-летия Гонконгской серии организаторы турнира назвали семь лучших игроков прошлых лет, получивших прозвище «Потрясающая семёрка» (англ. Magnificent Seven). Вайсале Сереви попал в эту символическую сборную вместе с новозеландцами Джоной Лому, Эриком Рашем и Кристианом Калленом, англичанином Беном Голлингсом, австралийцем Дэвидом Кампесом и китайцем Чжаном Чжицяном.
26 ноября 2018 года Вайсале Сереви стал главным тренером сборной России по регби-7, сменив на этом посту Андрея Сорокина. Сереви поставил в качестве целей для сборной России выход в Мировую серию сезона 2019/2020 и квалификацию на турнир по регби-7 на Олимпиаде в Токио. На этапе чемпионата Европы по регби-7 2019 года в Москве сборная России заняла 9-е место, попав в квалификационный турнир к Олимпиаде-2020, однако по ходу турнира была разгромлена Испанией и Англией, не занеся в их ворота ни одной попытки. На Олимпийские игры в Токио, однако, российская команда не смогла пробиться, заняв 9-е место и не выйдя даже в четвертьфинал квалификационного турнира, вследствие чего потеряла право даже теоретически побороться за место в репечаже. 28 ноября 2019 года было объявлено, что Сереви покинет пост тренера сборной России по регби-7, но останется консультантом по регби-7 и другим вопросам федерации.

## Личная жизнь
В 1993 году Сереви женился, его избранницей стала женщина по имени Каралаини. В браке родились дочери Унаиси Сереви (1994) и Асинате Сереви, после замужества Нарума (1995), а также сын Вайсале Сереви-младший (2000). Каралиани служила в вооружённых силах Фиджи и уволилась в 1998 году, чтобы посвятить всё своё время семье и карьере мужа. Сереви провёл много времени вдали от семьи: так, в 1992—1997 годах он жил в Японии отдельно от семьи, хотя в 1999—2004 годах его жена и дети жили вместе с ним во Франции. Сереви — христианин, и вся его семья регулярно посещает церковь. На регбийном снаряжении, которое носил Сереви (в том числе на майке и бутсах), были изображены слова Philippians 4:13, что является отсылкой к цитате из Послания к Филиппийцам — «Всё могу в укрепляющем меня Иисусе Христе».
Сереви владеет японским языком, который выучил за время своих выступлений в «Мицубиси»; в Японии он также преподавал английский, но при этом так и не выучил французский за время своей карьеры во Франции, вследствие чего всегда просил переводчика присутствовать на своих интервью. Среди его хобби — прослушивание музыки, просмотр фильмов, игры в тач-регби и волейбол, а также встречи с разными людьми и путешествия по миру.
18 мая 2007 года Сереви был назначен Специальным инспектором Полиции Фиджи по распоряжению Комиссара полиции Фиджи Роману Тикотикоса по вопросам молодёжи и общества, при этом Сереви, который не был постоянным сотрудником полиции, полагалась почасовая зарплата.

## Достижения
Ассоциация спорта и Национальный олимпийский комитет Фиджи включили Вайсале Сереви в свой Зал славы в 2005 году, а в том же году газета Fiji Times назвала его человеком 2005 года. В 2013 году Сереви был включён в Зал славы World Rugby, став первым фиджийцем, удостоившимся такой чести — церемония прошла во время Гонконгского этапа Мировой серии по регби-7 2013 года. На церемонии президент IRB Бернар Лапассе сказал о Сереви:

Он был выдающимся игроком, который успешно выступал как в регби-7, так и в регби-15; который выиграл всё, что можно выиграть в регби-7 … и одновременно покорил сердца фанатов по всему миру благодаря своей увлекательному и радующему глаз стилю игры.
Оригинальный текст (англ.)He was an exceptional player who has excelled in both Sevens and Fifteens and achieved all that there is to achieve in Rugby Sevens … while also winning the hearts of fans around the world with his exciting and entertaining style of play.

### Регби-15
- Выступления на чемпионатах мира: 1991, 1999, 2003[n 2]
- Противники по матчам за «Барбарианс»: Шотландия (2002), «Лестер Тайгерс» (2002 и 2003), «Лондон Айриш» (2003)
- Противники по матчам за сборную мира «Лестер Тайгерс» (1996 и 1997)

| Тест-матчи |        |       |        |           |         |            |          |            |             |
| Противник  | Матчей | Побед | Ничьих | Поражений | Попыток | Реализаций | Штрафных | Дроп-голов | Всего очков |
| Австралия  | 1      | 0     | 0      | 1         | 1       | 2          | 2        | 0          | 15          |
| Англия     | 2      | 0     | 0      | 2         | 0       | 1          | 2        | 1          | 11          |
| Аргентина  | 1      | 0     | 0      | 1         | 0       | 1          | 0        | 0          | 2           |
| Бельгия    | 1      | 1     | 0      | 0         | 2       | 0          | 0        | 0          | 8           |
| Ирландия   | 1      | 0     | 0      | 1         | 0       | 1          | 0        | 0          | 2           |
| Испания    | 1      | 1     | 0      | 0         | 1       | 2          | 0        | 0          | 9           |
| Италия     | 2      | 1     | 0      | 1         | 2       | 1          | 1        | 0          | 15          |
| Канада     | 2      | 1     | 0      | 1         | 0       | 0          | 0        | 1          | 3           |
| Намибия    | 1      | 1     | 0      | 0         | 0       | 8          | 2        | 0          | 22          |
| Самоа      | 4      | 1     | 0      | 3         | 1       | 3          | 3        | 0          | 20          |
| США        | 1      | 1     | 0      | 0         | 0       | 0          | 1        | 0          | 3           |
| Тонга      | 6      | 3     | 0      | 3         | 0       | 3          | 7        | 1          | 30          |
| Уругвай    | 1      | 1     | 0      | 0         | 1       | 4          | 2        | 0          | 19          |
| Уэльс      | 1      | 0     | 0      | 1         | 1       | 1          | 0        | 0          | 7           |
| Франция    | 4      | 0     | 0      | 4         | 0       | 0          | 0        | 0          | 0           |
| Чили       | 1      | 1     | 0      | 0         | 0       | 2          | 0        | 0          | 4           |
| Шотландия  | 4      | 1     | 0      | 3         | 0       | 5          | 4        | 0          | 22          |
| ЮАР        | 1      | 0     | 0      | 1         | 0       | 0          | 0        | 0          | 0           |
| Япония     | 2      | 2     | 0      | 0         | 2       | 4          | 1        | 0          | 19          |
| Итого      | 37     | 15    | 0      | 22        | 11      | 38         | 25       | 3          | 211         |

### Регби-7

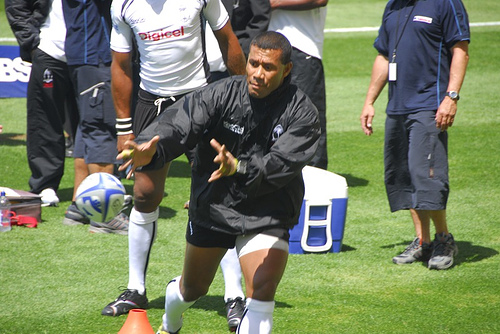
Вайсале Сереви на этапе Мировой серии в 2007 году в Веллингтоне

#### Чемпионат мира
Сереви четырежды выступал на чемпионатах мира по регби-7 в 1993, 1997, 2001 и 2005 годах, став чемпионом мира в 1997 и 2005 годах. По числу попыток на турнире он занимает второе место (21 попытка), по числу набранных очков — первое место (297 очков).

#### Игры Содружества и Всемирные игры
Сереви участвовал трижды в турнирах по регби-7 на Играх Содружества: в 1998 году в Куала-Лумпуре (серебряная медаль), в 2002 году в Манчестере (серебряная медаль) и в 2006 году в Мельбурне (бронзовая медаль). Дважды Сереви становился чемпионом Всемирных игр в 2001 году в Аките (Япония) и в 2005 году в Дуйсбурге (Германия).

#### Мировая серия
Ниже приводятся все этапы Мировой серии, в которых Сереви выступал в качестве игрока. С 1310 очками он занимает 4-е место в рейтинге лучших бомбардиров по очкам (79 попыток и 457 голов). В список не входят этапы в Гонконге. Жирным выделены выигранные сборной Фиджи этапы.
- Аделаида[англ.]: 2007[англ.]
- Аргентина: 2002
- Бордо: 2004, 2005
- Брисбен: 2000, 2002
- Веллингтон[англ.]: 2000, 2002, 2006, 2007
- Джордж[англ.]: 1999, 2005, 2006
- Дубай[англ.]: 2005, 2006
- Китай: 2002
- Лондон[англ.]: 2001, 2004, 2005, 2006, 2007
- Париж[англ.]: 2006
- Сингапур: 2006
- США[англ.]: 2006, США[англ.]
- Уэльс: 2001
- Фиджи: 1999, 2000
- Чили: 2002
- Эдинбург[англ.]: 2007[англ.]
- Япония: 2000

#### Гонконгская серия
Ниже приводятся результаты выступлений Сереви в Гонконгской серии, в том числе и тех её розыгрышах, являвшихся де-факто Чемпионатом мира и этапом Мировой серии.
| Год  | Результат              | Комментарии                              |
| ---- | ---------------------- | ---------------------------------------- |
| 1989 | Поражение в полуфинале | Лучший игрок турнира                     |
| 1990 | Чемпион                | Лучший игрок турнира                     |
| 1991 | Чемпион                |                                          |
| 1992 | Чемпион                | Лучший игрок турнира                     |
| 1993 | Поражение в финале     |                                          |
| 1994 | Поражение в полуфинале |                                          |
| 1995 | Поражение в финале     |                                          |
| 1996 | Поражение в финале     |                                          |
| 1997 | Чемпион                | Одновременно — чемпионат мира по регби-7 |
| 1998 | Чемпион                | Лучший игрок турнира                     |
| 1999 | Чемпион                |                                          |
| 2000 | Поражение в финале     |                                          |
| 2001 | Не участвовал          | Не был в составе                         |
| 2002 | Поражение в финале     |                                          |
| 2003 | Не участвовал          | Не был в составе                         |
| 2004 | Не участвовал          | Не был в составе                         |
| 2005 | Чемпион                | Одновременно — чемпионат мира по регби-7 |
| 2006 | Поражение в финале     | Как играющий тренер                      |
| 2007 | Поражение в финале     | Как играющий тренер                      |

## Сноски
1. ↑  Считается, что регби-7 был придуман именно в Шотландии, а первый матч прошёл в 1883 году в городе Мелроз.
2. ↑  Сборная Фиджи не квалифицировалась на чемпионат мира 1995 года.